# 卢克·亚当斯
卢克·亚当斯（英語：Luke Adams，1976年10月22日—），澳大利亚男子田径运动员，主攻竞走。他曾代表澳大利亚参加2002年、2006年和2010年英联邦运动会田径比赛，获得三枚银牌。